# Begíjar
Begíjar è un comune spagnolo di 3 143 abitanti situato nella comunità autonoma dell'Andalusia.

## Geografia fisica
Nella parte meridionale scorre il Guadalquivir.